# Dag (mytologi)

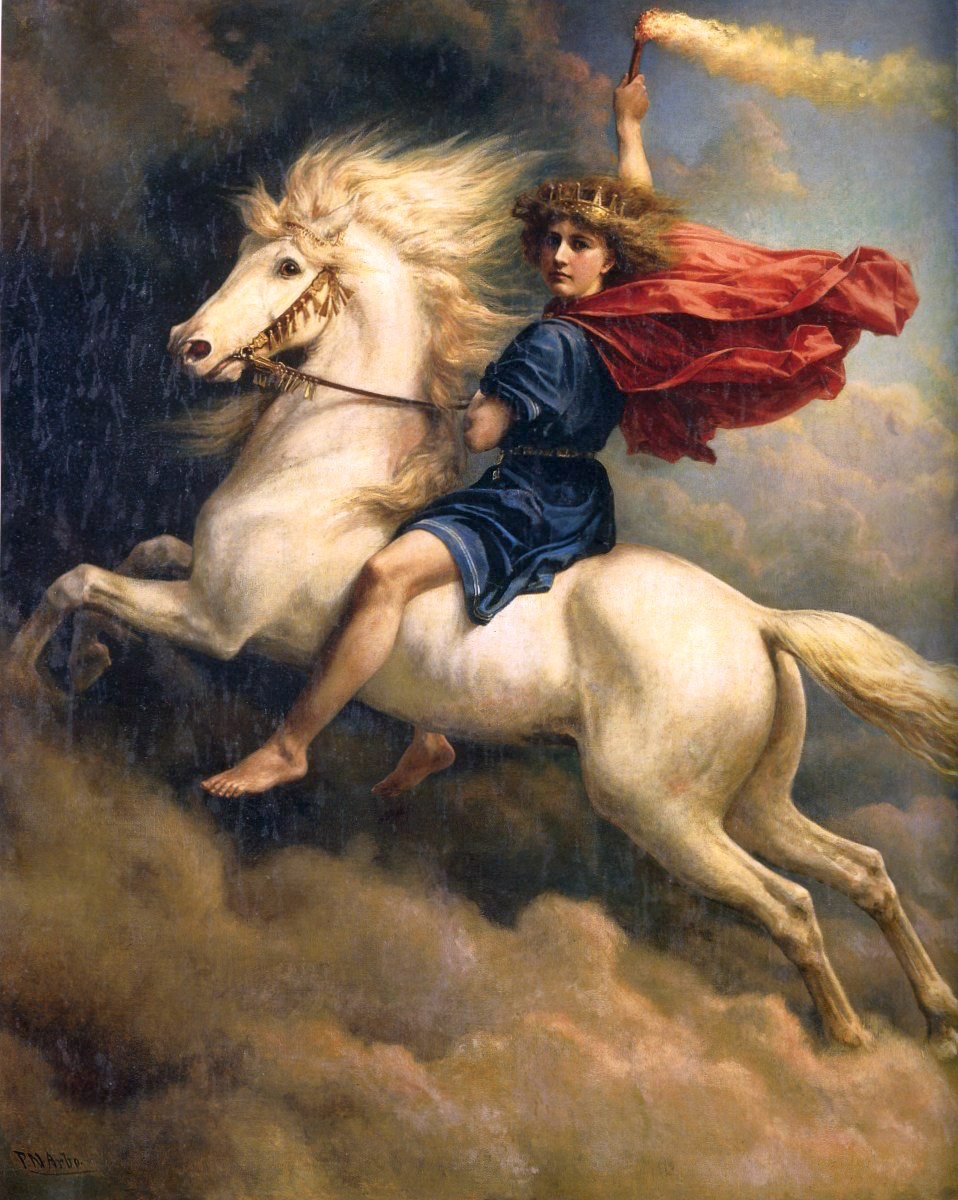
Dag på Skinfaxe. Målning av Peter Nicolai Arbo.

Dag är en ljushyllt gudomlighet i nordisk mytologi. Han är son till Delling och Natt i hennes tredje gifte, samt halvbror till ljusgudinnan Sol. 
Dag och Natt far med snabba hästar genom underjorden och över himlavalvet, var på sin speciella tid. De jagas av två vargar vid namn Hate och Månegarm på himlen, det är det som får dagarna att gå men i Ragnarök hinner vargarna ifatt och slukar Natt och Dag. Dags häst heter Skinfaxe.